# SOS Montfort
SOS Montfort était une coalition formée de personnalités franco-ontariennes qui a été mise sur pied lorsque le gouvernement conservateur ontarien a décidé de fermer l'hôpital Montfort d'Ottawa (Ontario, Canada). SOS Montfort était mené par l'ancienne femme politique franco-ontarienne Gisèle Lalonde.
L'hôpital Montfort est le seul hôpital francophone au Canada à l'ouest du Québec. 
SOS Montfort a donné lieu à la plus grande mobilisation de la communauté franco-ontarienne depuis la lutte contre le Règlement 17.